# الجنس البشري: تاريخ مفعم بالأمل
الجنس البشري: تاريخ مفعم بالأمل هو كتاب صدر عام 2019 للمؤرخ الهولندي روتجر برجمان، صدر من الناشر بلومزبري في مايو 2021.
يطرح المؤلف في هذا الكتاب فكرة أن الناس محبون للخير بطببيعتهم، ويقترح رؤية جديدة للعالم تستند إلى النتائج الطبيعية لهذه النظرة المتفائلة للبشر، كما يجادل ضد الأفكار الشائعة عن الأنانية الأساسية للبشرية وحقدها. وتقوم منهجية الكتاب على دراسة متعددة التخصصات للأحداث التاريخية، وفحص الدراسات العلمية، والحجج الفلسفية لتعزيز رأي المؤلف بهذه النظرة، وقد تُرجم الكتاب إلى أكثر من 30 لغة.